# 악틱 몽키즈
악틱 몽키즈(Arctic Monkeys)는 잉글랜드 셰필드 근교 하이 그린 출신의 4인조 록 밴드이다. 밴드는 알렉스 터너 (리드 보컬, 리듬/리드 기타), 맷 헬더스 (드럼, 보컬), 제이미 쿡 (리드/리듬 기타), 닉 오말리 (베이스, 백 보컬)로 구성되어 있다. 앤디 니컬슨 (베이스 기타, 백 보컬)은 데뷔 음반 발표 뒤인 2006년 탈퇴했다.
2005년, 영국의 싱글 앨범 차트에서 1위를 기록한 〈I Bet You Look Good on the Dancefloor〉로 데뷔하고 이듬해에 정규 1집, 《Whatever People Say I Am, That's What I'm Not》을 발매하여 영국인들의 찬사를 받았다. 이 앨범은 영국에서 종전 오아시스의 기록이었던 제일 빨리 팔린 데뷔 앨범의 기록을 갱신하고 2006년 머큐리 상, 2007년 브릿 어워드 베스트 브리티쉬 앨범 상을 받았다.
2007년 정규 2집 《Favourite Worst Nightmare》를 발매하였다. 그들은 이 앨범으로 발매 첫 주 만에 22만 5천 장을 팔아치우고 다시 한번 2007년 머큐리 상 수상 후보자에 올랐고, 2008년 브릿 어워드에서 최고의 영국 앨범 상과 최고의 영국 그룹 상을 동시에 받는 영광을 거머쥐었다.
악틱 몽키스는 인터넷에서 인기를 얻어 현실에서도 유명해질 수 있다는 것을 처음으로 보여주었다. 논평가들은 이들이 새로운 밴드들이 인기를 얻고 시장성을 얻을 수 방법의 변화의 가능성을 보여주었다고 말했다.이들은 마침내 인디 음반사인 도미노 레코드와 계약을 맺었다.

## 활동

### 결성과 초기 시절
2001년, 이웃이었던 앨릭스 터너와 제이미 쿡은 크리스마스 선물을 악기로 해달라고 부탁했고 크리스마스에 둘 다 기타를 선물 받았다. 그들은 연주법을 독학하고 터너의 학교 친구들인 앤디 니콜슨과 맷 헬더스와 밴드를 결성했다. 니콜슨이 이미 베이스 기타를 연주하고 있어서 헬더스는 어쩔 수 없이 드럼을 선택하게 됐다. 2006년 5월 블렌더라는 잡지사가 한 기사에서 앨릭스 터너는 원래는 보컬이 아니었다고 보도했다.이에 대해 더 자세한 기사가 더 선에 실렸는데, 초기 그들이 콘서트를 해보기도 전일 때, 그들 모교의 다른 동기였던 글린 존스가 보컬을 맡고 있었다고 한다. 그는 기자와의 인터뷰에서 터너와 자신은 단지 지루했기 때문에 같은 학년의 어떤 찌질한 놈에 대한 가사를 쓰기 시작했다고 말했다. 그리고 그는 밴드를 탈퇴했는데 그 이유는 자신들은 그저 지루해 죽을 것 같아서 말썽이나 일으키고 다니는 놈들이었고, 자신의 꿈은 이 밴드를 더 이상 이끌어 가는 것은 결코 아니었기 때문이라고 한다. 몇몇 기사들은 그들이 헬더스의 삼촌(혹은 아버지)의 밴드 이름을 따라지었다고 보도했는데, 나중에 헬더스는 "영국에서 너무 많은 사람들이 우리 밴드명에 대해 물어봤어요. 그래서 우린 그럴듯한 거짓말을 만들기 시작했죠."라고 한 인터뷰에서 밝혔다. 그는 그 이유에 대해 그가 단지 처음 인터뷰한 기자에게 사실을 말할 용기가 없었을 뿐이라고 말했다.
그들은 셰필드 주의 닙센드라는 도시의 Yellow Arch라는 스튜디오에서 리허설을 시작했다. 그리고 2003년 6월 13일에 그들의 첫 번째 콘서트를 셰필드 주의 번화가에서 열었다. 몇 번의 공연을 가진 후 그들은 데모 곡들을 공연에서 관중들에게 나눠주기 위해 CD로 녹음했다. 단지 몇 장의 CD들만이 사용 가능했지만, 팬들은 그것들을 컴퓨터로 리핑해서 그들끼리 나누기 시작했다. 악틱 몽키스는 그것에 대해 "우리는 이것을 돈을 벌거나 혹은 다른 것을 위해 만든 것은 절대 아니에요. 우리는 그저 무료로 나눠줬을 뿐이죠."라며 전혀 개의치 않았다. 이 방법은 많은 사람들을 그들의 노래를 듣게 만드는 데 좋은 방법이었다. 그리고 이 방법을 통해 그들의 콘서트는 더욱 활기차졌는데, 그 이유는 이 방법으로 많은 사람들이 그들의 가사를 외우고 찾아왔으며 같이 노래를 따라 부를 수 있게 되었기 때문이다. 그들은 그들 스스로 그들의 음악에 아무런 권한을 부여하지 않았는데, 왜냐하면 그들은 그들의 음악을 인터넷에서 어떻게 구하는지 알지도 못했기 때문이다. Prefix Magazine이라는 잡지사와의 인터뷰에서 그들은 그들의 마이 스페이스 홈페이지의 인기에 대해서 질문 받았을 때, 그들은 (인터뷰 전까지) 그들의 홈페이지가 있었는지도 몰랐고 그들의 홈페이지는 팬들에 의해서 만들어졌다고-"우리가 영국 차트에서 1위에 올랐을 때 뉴스와 라디오에선 마이 스페이스가 우리를 어떻게 도와줬는지 보도했어요. 하지만 그때 우리는 자신이 도대체 뭐에 대해서 듣고있는 지도 모르는 사람의 완벽한 본보기였죠. 우리는 정말 그게 뭔지도 몰랐어요."-말했다.
그들은 BBC 라디오와 영국 타블로이드 잡지들에게 관심을 받음으로써 영국 북부에서도 인기를 끌기 시작했다. 한 지방 사진기사 마크 불은 악틱 몽키스의 공연 현장을 찍어서 Fake Tales of San Francisco의 뮤직비디오를 만들었다. 이 뮤직비디오는 그의 홈페이지에 올라왔고, 악틱 몽키스의 그들이 자주 공연하던 클럽의 이름을 따서 만든 비공식 앨범 Beneath the Broadwalk라는 앨범에도 수록됐다. 2005년 5월 악틱 몽키스는 그들의 첫 번째 싱글 앨범 "Fake Tales of San Francisco"와 "From the Ritz to the Rubble"이 수록된 《Five Minutes with Arctic Monkeys》를 발매했다. 이 음반은 CD 500장과 7인치 1000장으로만 발매됐지만 아이튠즈 뮤직스토어에서도 다운 받을 수 있었다. 얼마 후에, 그들은 Reading and Leeds Festivals의 인기가 없거나 소속사를 갖고 있지 않은 밴드들을 위해 준비된 Carling Stage에서 공연을 가졌다. 잡지사들은 그들의 출연을 과대광고했고, 이 스테이지는 평소 관중에 비해 비정상적으로 많은 관중들이 그들의 공연을 지켜봤다. 좋은 평을 들은 그 공연에서 관중들은 자발적으로 합창했고 합창이 이루어진 곡은 인터넷에서만 데모로 공개되었다.

### 음반 계약
악틱 몽키스는 그들의 음악이 상업화 되기를 거부했고 음반사에 계약하는 것도 거부했다. 그들의 상업화에 대한 냉소적인 태도는 한 음반사의 인재발굴자가 그들의 콘서트에 참여하는 것조차 거부하기까지에 이르렀다. 그들은 호주 MTV에서 "우리는 여기까지 그들 없이 왔다. 우리가 왜 그들이 참여하게 해야하지?"라고도 말했다. 전략의 성공으로 전 영국에서 연속된 매진 행렬이 이어졌다.
2005년 6월 마침내 그들은 도미노 레코드와 계약을 맺었다. 그들은 한 아파트 방에서 음반사를 시작해서 키워 왔고 오로지 개인적으로 그들을 좋아해서 계약을 맺은 도미노 레코드의 사장 로렌스 벨의 "네 스스로 해라"라는 신조에 이끌렸다고 말했다. 영국의 Daily Star라는 잡지사는 악틱 몽키스가 이 계약을 맺은 후 EMI와의 100만 파운드, 미국의 Epic Records와 72만 5천 파운드의 계약을 추가로 맺었다고 보도했다. 악틱 몽키스는 그들의 웹사이트에 그 잡지사에게 "매일 열받게 하는 놈들"(The Daily Stir)이라는 별명을 붙이며 이 보도는 거짓이라고 해명했다. 하지만, 도미노 레코드는 악틱 몽키스의 오스트레일리아와 뉴질랜드의 판권을 EMI에게, 일본의 판권은 Hostress라는 독립 음반사에게 양도했다.

### 첫 발매
도미노 레코드와의 첫 번째 싱글 앨범 〈I Bet You Look Good on the Dancefloor〉가 2005년 10월 15일에 발매됐다. 이 앨범은 발매와 동시에 슈가 베이비즈(Sugar Babes)와 로비 윌리암스(Robbie Williams)를 제치며 영국 싱글 차트 1위에 등극했다. 4개월 뒤, 그들은 NME의 그달의 표지를 장식했다. 2006년 1월 16일 "When the Sun Goes Down"이 발매됐다. 이 앨범 또한 38,922장을 팔아 치우며 셰인 워드(Shayne Ward)를 제치고 싱글 차트에서 1위에 등극했다. 악틱 몽키스의 광고와 마케팅 없는 성공은 새로운 밴드들이 성공하는 방법에서 변화의 조짐이 될 수 있는 무엇인가를 보여주었다.
2005년 9월 링컨샤이어 주의 차펠 스튜디오(Chapel Studios)에서 그들은 그들의 첫 번째 스튜디오 앨범 《Whatever People Say I Am, That's What I'm Not》의 녹음을 마쳤다. 이 앨범의 이름은 1960년대 영화 토요일 밤 그리고 일요일 밤(Saturday Night and Sunday Night)에서 따온 것이다. 이 앨범의 초기 버전 곡들이 이미 무료로 그들의 이전 데모 CD에서 구할 수 있었음에도, 이 앨범은 수천 장의 예약 주문과 함께 2006년 앨범들 중에 가장 큰 기대를 받았다. 2006년 2월 도미노 레코드는 이 앨범이 너무 많은 요구에 의해 예정보다 일주일 빠른 2월 23일에 발매될 것이라고 발표했다. 프란츠 퍼디난드의 동명의 앨범 Franz Ferdinand의 발매도 이처럼 빠르게 발매되었는데, 이 발매가 그들의 앨범이 악틱 몽키스와는 다르게 곡들이 사전 유출되고 공유되는 바람에 이로 인해 생길 피해를 최소화하기 위해 빨리 이루어졌다는 소문이 있어왔다.
Whatever People Say I Am, That's What I'm Not은 발매 일주일 만에 363,735장을 팔아치우며 영국 역사상 가장 빨리 팔린 데뷔 앨범이 되었다. 이 기록은 종전 Hear'Say의 기록 306,631장 판매 기록을 깨뜨렸다. 또한, 발매 첫 날 판매량은 118,501장으로 이후 20위 까지의 판매량을 합친 것보다도 더 많았다.
이 앨범은 한달 뒤 미국에서 발매 일주일 동안 34,000장을 팔아치운 후 빌보드 앨범 차트에 24위로 진입했다. 또한, 두 번째 빨리 팔린 인디 록 앨범의 기록을 세웠다. 하지만 미국에서의 일 년 판매량은 일주일 동안 영국에서의 판매량 정도밖에 되지 않을 정도로 저조했다. 미국의 평론가들은 영국 평론가들보다 그들을 평가하는 데 더욱 소극적이었다. "아직은 영국 잡지사들이 과대광고하는 밴드일 뿐일 가능성이 있다"와 같은 평론과 동의하고 싶어하는 것 같지도 않았다. 하지만 2006년 북아메리카 투어를 돌 때 그들은 각 공연장에서마다 열렬한 환호를 받았다.한 기사에서는 "그들은 그들이 좋은 이유를 위해 존재하는 것을 증명했다"고 극찬하기도 했다. 그 기간에 영국의 저명있는 잡지사 《NME》는 이 앨범을 "영국 역사상 다섯 번째로 위대한 앨범"이라고 공표했다. 또한, 그들은 오아시스, 스트록스가 그랬던 것처럼 NME Awards에서 대중의 투표로 영국 최고의 밴드 상, 최고 신인 밴드 상, 그리고 "I Bet You Look Good on the Dancefloor"로 최고의 트랙 상을 받았다.

### 니콜슨의 탈퇴와 머큐리 상
악틱 몽키스는 전혀 시간을 낭비하지 않고 녹음을 진행하여 2006년 4월 26일, Who the Fuck Are Arctic Monkeys?라 이름 붙여진 다섯 곡이 수록된 EP 앨범을 발표했다. 이 앨범은 비평가들에게 "눈덩이처럼 불어나는 과대광고의 결과로 발매된 앨범"이라는 평가를 받았다. 또한, 영국에선 재생길이 때문에 싱글 앨범 차트에 실릴지 스튜디오 앨범 차트에 실릴지를 정하는 데 어려움이 있었다. 게다가 이 앨범의 방송에 부적격한 이름 때문인지 라디오 방송 횟수는 저번 앨범에 비해 두드러지게 줄어들었다. 하지만 한 관계자에 의하면 그들이 인터넷에서 저명해진 이후, 그들은 자신들의 곡이 라디오에 방송되는 데에는 관심을 갖지 않는다고 한다.
이 앨범의 영국 발매 이후 얼마 되지 않아 악틱 몽키스는 앤디 니콜슨이 끔찍이 바빴던 투어 일정에서 오는 엄청난 피로감 때문에 네 번째 북미 투어에서는 참여하지 않을 거라고 발표했다. 영국으로 돌아올 때, 그는 악틱 몽키스를 탈퇴하고 자신의 프로젝트를 시작하겠다고 발표했다. 또한, 그는 지난 6개월 동안의 성공과 유명세를 감당할 수 없다고도 말했다. 악틱 몽키스의 공식 홈페이지에는 그들이 쓴 "여러분께 앤디가 더 이상 악틱 몽키스와 함께하지 않는다는 것을 말해야 하는 것이 정말 슬픕니다."라는 글과 함께 더 닷젬(The Dodgems)에서 전에 베이스 기타리스트 맡았었고 이번 그들의 투어에도 몇 번 참여했던 닉 오말리와 이번 투어의 남은 기간 동안 함께 연주할 것이라고 공식 발표했다. 얼마 안 있어, 닉 오말리는 니콜슨의 공백을 대체하여 정식멤버로 확정되었다.
니콜슨이 탈퇴한 이후로 처음 발표한 싱글 앨범 "Leave Before the Lights Come On"이 2006년 8월 14일에 발매되었다. 보컬 앨릭스 터너는 이 앨범과 동명인 곡이 자신이 유명해지기 전에 썼던 곡들 중 마지막 곡이며 이 곡은 꼭 앨범에 실려야 할 것 같다는 느낌을 받았다고 말했다. 이 앨범은 영국에서 싱글 차트 4위를 기록하면서 악틱 몽키스의 앨범 중 최초로 1위를 하지 못한 앨범이 되었다. 악틱 몽키스는 리즈 페스티벌(Leeds Festival)에서 이전 베이시스트 니콜슨을 만나 다시 한 번 오리지널 멤버로 공연을 가졌다. 그는 현재 베이시스트 오말리와도 만나 기쁨을 표했다. 2006년 머큐리 상에서 《Whatever People Say I Am, That's What I'm Not》이 수상할 때는 니콜슨을 제외한 원래 멤버들만이 참여했다.

### Favourite Worst Nightmare
동반 싱글 앨범 "Brianstorm"의 발매 일주일 후인 2007년 4월 23일 악틱 몽키스의 두 번째 앨범 《Favourite Worst Nightmare》가 발매되었다. 앨릭스 터너는 앨범의 곡들이 지난 앨범과 비교하면 매우 다르다고 묘사했다. 또한, 몇몇 곡들을 "갖출 것은 모두 갖췄고 (1집 트랙) "From the Ritz to the Rubble", "The View from the Afternoon"와 비슷하기도 한 곡들이다"라고 묘사했다. 발매 전인 2007년 2월 10일 셰필드의 리드밀(Leadmill)이라는 라이브 공연장에서 열린 비공개 콘서트에서 7개의 새로운 곡들이 발표됐다. 이 중 6곡은 Favourite Worst Nightmare의 트랙들이었다. 초기의 리뷰들은 이 곡들에 대해 호의적이었고, "정말, 정말 빠르고 시끄럽다"라고 묘사했다.
한편, 그들은 전 세계에서 많은 상들을 계속해서 받고 있었다. 미국의 PLUG Independent Music Awards에선 "미국 최고의 신인 아티스트 상"을, 일본, 아일랜드, 미국에선 "올해의 앨범 상"을, 2007년 NME 시상식에선 "최고의 앨범 상"과 "최고의 뮤직 DVD 상"을 받았다. 그들은 마침내 2008 브릿 어워드에서 "영국 최고의 밴드 상"과 "영국 최고의 앨범 상"을 받으며 그해를 마무리했다. 악틱 몽키스는 매년 열리는 머큐리 상에서 연속으로 두 번 수상 후보자에 올라갔다. 하지만, 클락손(Klaxons)의 Myths of the Near Future이 상을 수상하면서 악틱 몽키스는 그들의 2006년 행보를 잇는데 실패했다.
Favourite Worst Nightmare가 영국 앨범 차트에서 1위에 등극 한 2007년 4월 29일엔 이 앨범의 열 두개의 모든 곡들이 영국 싱글 앨범 차트에서 상위 200위에 올랐다. "Brianstorm"이 7위에 올라 제일 순위가 높았고, "If you Were There, Beware"이 189위로 가장 낮았다. 이틀 전인 4월 27일엔 열여덟 개의 곡들이 차트에 올라가 있었다. "Fluorescent Adolescent"는 60위로 "505" 74위로 상위 75위 안에 들었다.
세 번째 싱글 앨범 "Teddy Picker"가 2007년 12월 3일에 발매되었다. 이 앨범은 차트에서 20위를 기록했으나 단 1주일밖에 상위 40위 안에 들어가 있었다. 이 앨범은 지금까지 악틱 몽키스의 싱글 앨범 중 가장 낮은 순위를 기록한 앨범으로 남아있다. 이 앨범의 발매 전 그들은 The Death Ramps라는 예명 아래 동명의 싱글 앨범을 250장으로 매우 소량으로 발매했다. 이 앨범은 싱글 앨범 "Teddy Picker"의 곡들 중 두 개의 B-Side 곡들을 차용했다.

### Humbug
2008년 2월, 악틱 몽키스는 그들의 세 번째 스튜디오 앨범을 위해 데모곡들을 작곡하고 녹음하기 시작했다. 앨릭스 터너는 그들이 이미 투어에서 연주했던 여섯 개의 곡들의 녹음을 마쳤다고 말했다. 그해 7월, 기타리스트 제이미 쿡은 그도 아직은 이 앨범이 채용할 음악적 방향이 뭔지 모른다고 말했다. 8월에는 조쉬 옴므가 미국 캘리포니아의 조슈아 트리(Joshua Tree)라는 국세조사지정지역(国勢調査指定地域)의 란초 디 라 루나(Racho De La Luna)라는 스튜디오에서 녹음될 몇 곡을 프로듀스할 거라는 발표가 있었다. 그들은 2009년 1월 뉴질랜드 투어를 돌던 중 아직 발표되지 않은 앨범의 곡들을 빅 데이 페스티벌이 열리기 전 뉴질랜드의 웰링턴과 오클랜드에서 처음으로 선보였다. 그들은 일 년이 넘는 동안 공연을 열지 않았는데 2009년 1월 13일 웰링턴 타운 홀에서 열린 콘서트가 그 공백을 깨는 첫 번째가 되었다.
악틱 몽키스는 총 스물네 곡을 녹음했는데, 그중 열두 곡은 란초 디 라 루나 세션에서 조쉬 옴므와, 나머지 열두 곡은 뉴욕 세션에서 제임스 포드와 녹음했다. 새 앨범은 열네 곡을 포함할 것이고 터너는 녹음을 성공적으로 마치기 위해 뉴욕에 머무를 것이라는 내용이 드러머 맷 헬더스의 영상 일기에서 공개됐다. 그러나 정식 트랙리스트가 2009년 6월 1일에 공개됨에 따라 이 발언은 틀린 것이 되었다.
ClashMusic.com의 기자 사이몬 하퍼는 악틱 몽키스가 "그들이 이전까지의 스타일에서 벗어났을 때 그들은 그들이 닿을 수 있는 깊이가 어디까지인지 탐험해보기 위해 어떤 기대나 추측을 모두 따르길 거부했다." 그리고 앨릭스 터너에게는 "그의 언변은 평소처럼 훌륭했다. 하지만 그는 분명히 청자들의 숨을 막히게 할 정도로 심오하고 강한 우화와 이야기들을 통해 테마를 변화시키는 비길 데 없는 음악가로 변했다."라고 말했다. 또한, 이 사이트에서 앨릭스 터너는 그들이 작곡하는 동안 지미 헨드릭스와 크림을 들었다고 밝혔다. 악틱 몽키스의 마이 스페이스 홈페이지의 한 게시물을 통해 그들의 새 앨범 제목이 Humbug가 될 것이라는 게 밝혀졌다. 악틱 몽키스의 공식 홈페이지에서 알려진 것처럼 그들의 첫 번째 싱글 앨범은 "Crying Lightning"이 되었다. 이 앨범은 아이튠즈에서 디지털 앨범으로 발매되었으며 또한 같은 날 라디오에서도 첫 선을 보였다. 2009년 7월 12일, 싱글 앨범 "Crying Lightning"은 영국 싱글 앨범 차트에서 12위를 차지했고 인디 차트에서는 1위를 차지했다.
7월 30일 오후 9시에 악틱 몽키스의 공식 홈페이지에는 그들의 앨범 Humbug의 메인 음악을 들려주는 파일이 게재되었다. 이 파일은 "Pretty Visitors", "Crying Lightning", "Potion Approaching", "Red Right Hand" 그리고 "Secret Door"를 포함하고 있었다.
2009년 8월 곧 그들의 싱글 앨범 "Crying Lightning"의 비닐 앨범이 자선 기금을 위해 옥스팸 상점들을 통해서만 발매될 것이라고 발표됐다. 7인치 또한 MP3 버전의 음악을 무료로 받을 수 있는 코드가 포함된 형태로 발매되었다.

### Suck It and See
2011년 1월 무렵에 악틱 몽키스는 NME에서 이전부터 그들과 함께했던 제임스 포드와 4번째 앨범을 제작하기로 계획하였다
그들은 LA의 사운드 시티 스튜디오에서 레코딩을 진행했다. 곡들은 주로 2010년 뉴욕과 런던에서 쓰였으며 LA에서의 레코딩은 주로 라이브 테이크처럼 진행됐다고 한다
2011년 6월에 공개된 이 앨범은 Suck It and See라고 정해지기 전에는 여러 가지 후보들이 있었다(The Rain-Shaped Shimmer Trap, The Tundrt-Suckless Fuzz Canyon, The Blondo-Sonic Rape Alarm, Thriller). 그들은 맨처음 3월경에 신곡 Brick By Brick을 예고 없이 공개했고 밴드측에서는 싱글이라기보다는 티저라고 언급하였다. 참고로 이곡은 드러머 맷 핼더가 보컬로서 노래를 부른곡이다. 이후에는 "Don't Sit Down '(Cause I've Moved Your Chair"라는 뮤직비디오를 공개했고 곧 이것을 7인치 크기의 싱글로도 발매를 하였다. 비사이드에는 Brick By Brick이 수록되어있다.
이 네 번째 앨범은 세 번째 작품의 연장선으로 평가되며 초기의 앨범에서 보이던 가볍고 댄스풍의 곡들은 거의 자취를 감췄지만 적절한 그루브는 마찬가지로 존재한다.
이들은 주로 앨범 전반에 걸쳐 악기와 이야기전개들을 맞물리게 해 하나의 작품처럼 운용하는 편이다. 이러한 방식은 전작인 Hamburg에서도 마찬가지다.
인터뷰에 따르면 이 앨범 작업 중에는 항상 좋은 분위기였으며 녹음후 이 앨범을 들었을때도 '마치 정말로 좋은 시간을 보낸 것처럼 녹음됐다'라는 얘기를 듣기도 했다고 한다. 알렉스 터너는 이 앨범을 작업을 하는 기간 동안 존 케일의 음악을 열심히 들었다고 하니 알렉스 터너가 이렇게 실험적인 앨범을 내는 것 또한 이해된다

## 멤버
| 현 멤버 - 앨릭스 터너(Alex Turner) – 리드 보컬, 리듬 기타, 피아노 (2002–현재) - 제이미 쿡(Jamie Cook) – 리드 기타 (2002–현재), 백 보컬 (2002–2007) - 닉 오말리(Nick O'Malley) – 베이스 기타, 백 보컬 (2006–현재) - 맷 헬더스(Matt Helders) – 드럼, 타악기, 백 보컬 (2002–현재) | 전 멤버 - 앤디 니컬슨(Andy Nicholson) – 베이스 기타, 백 보컬 (2002–2006) |

## 음반 목록
정규 음반
- 《Whatever People Say I Am, That's What I'm Not》 (2006)
- 《Favourite Worst Nightmare》 (2007)
- 《Humbug》 (2009)
- 《Suck It and See》 (2011)
- 《AM》 (2013)
- 《Tranquility Base Hotel & Casino》 (2018)

## 수상
- 《브릿 어워드》 〈최우수 신인상〉 (2006년)
- 머큐리 음악상 수상 (2006년)
- NME 어워즈 〈최우수 밴드상〉, 〈최우수 신인상〉, 〈최우수 싱글상〉 (2006년)
- 브릿 어워드 〈최우수 밴드상〉, 〈최우수 음반상〉 (2007년)